# Myomimus personatus
Myomimus personatus es una especie de roedor de la familia Gliridae.

## Distribución geográfica
Se encuentra en Irán y Turkmenistán.